# Universidad Autónoma Latinoamericana
La Universidad Autónoma Latinoamericana (UNAULA) es una universidad colombiana de carácter privado con Acreditación Institucional de Alta Calidad, ubicada en el centro de Medellín, Colombia fundada en 1966 por estudiantes y profesores disidentes de la Universidad de Antioquia y la Universidad de Medellín. Su surgimiento marca el cierre de la diáspora universitaria de la Universidad de Antioquia (alma mater), encarnada en la visión pontificia de la UPB, libertaria de Universidad de Medellín y de ribete social en la autónoma latinoamericana. Cuenta con las facultades de Economía, Contaduría Pública, Ingenierías, Administración de empresas, Ciencias de la Educación y Derecho. Y una escuela de posgrados, especializada en las áreas: Jurídicas, Educación y Derechos Humanos, Direccionamiento Estratégico, Contabilidad y Gestión Tributaria.

## Historia
En 1966, en la Universidad de Medellín surgió una huelga generada por atropellos administrativos y por el bajo nivel académico reinante. El epicentro estuvo localizado en la Facultad de Derecho, cuyo decano era Federico Estrada Vélez.
El retiro del rector, Juan Peláez Sierra, era condición sine qua non, para levantar el paro. Pero este directivo vio la solución en la expulsión fulminante de estudiantes y de algunos profesores comprometidos o simplemente solidarios con el movimiento.
Un grupo de educadores, de la misma Universidad de Medellín, entre ellos Gilberto Martínez Rave, Jaime Sierra García, Juan Antonio Murillo Villada y Guido Lalinde, renunciaron a sus cátedras por no estar de acuerdo con el tratamiento que las directivas daban al problema y los estudiantes les solicitaron que les siguieran dictando las clases por fuera de la universidad, lo que se intentó hacer en el Palacio Nacional. Y esto maduró aún más la idea sobre la necesidad de crear una universidad.
Estudiantes y profesores, provenientes de la Universidad de Medellín y de la Universidad de Antioquia (estos últimos a raíz del movimiento contra la Ordenanza 36 de 1966, que disponía que los estudiantes, seis meses después determinar la carrera empezaran a reintegrar por cuotas lo que la Universidad había invertido en ellos) buscaban solución a su problema: no eran admitidos en ningún otro centro de enseñanza superior.
Esta coyuntura fue propicia para poner en marcha, entonces, aquella idea de una universidad "nueva y distinta", que venía fermentando en ciertos estudiantes y profesores, con prudente antelación a los hechos referidos.

En consecuencia, esta universidad no se debe a un simple hecho espontáneo, ni aislado, ni a causas eminentemente políticas, sino que surge como efecto de un movimiento conjunto de profesores y estudiantes, sustentado en la inconformidad con el manejo de la educación superior en Colombia, que rodea de poderes omnímodos a una persona y cierra las puertas al diálogo con los genuinos estamentos de la universidad.

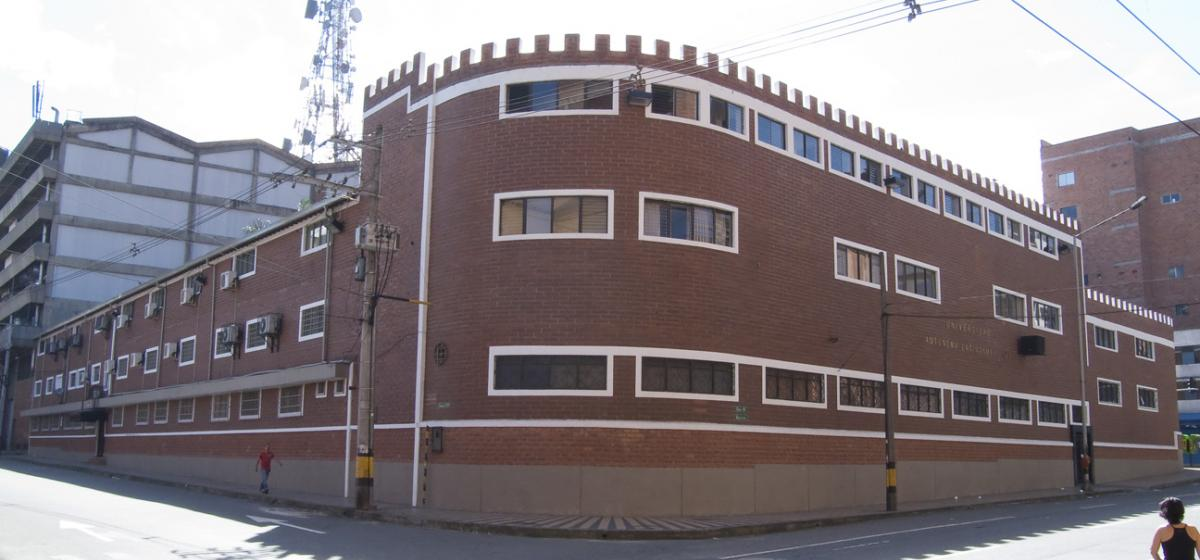
Bloque Principal - Administrativo de la Universidad Autónoma Latinoamericana.

 Hubo varias reuniones preliminares. Una de ellas se efectuó en el apartamento de Jairo Gracia, el cual estaba ubicado en el último piso del Edificio Escobar (Bolívar con Bolivia). Asistieron cerca de 30 personas y fueron comisionados allí los doctores Gilberto Martínez Rave y Ramón Emilio Arcila Hurtado, para coordinar el campo profesoral y el campo estudiantil, respectivamente.
Con el mismo propósito se reunieron tres veces más, una de ellas en el estadero "Doña María", del Pasaje Junín, otra en la Fonda Antioqueña, y la tercera reunión, digna de mencionarse, fue la realizada en las instalaciones de la Escuela Superior de Sociología, la cual funcionaba en el mismo local de Liceo Superior de Medellín (ubicado, entonces, en el costado oriental del Parque de Bolívar), para dialogar sobre el acta de constitución del nuevo claustro, el cual denominaron Corporación Educativa Universidad Autónoma Latinoamericana (UNAULA). Aquí se efectuó, prácticamente, la primera asamblea general, a la que asistieron cerca de 300 personas, entre estudiantes y profesores.

## Símbolos

### Escudo
Este fue diseñado por el Dr. Raúl Jaramillo Panesso, y aprobado por el primer Consejo de Dirección. Consiste en un círculo, dentro del cual se halla una “U” grande, con un bastón vertical (vara de mando), que descansa en el centro de la base interior de la misma “U”. Debajo de dicha “U” se aprecian las iniciales A L (Autónoma Latinoamericana). Lo anterior significa Universidad en equilibrio de fuerza de estudiantes y profesores. Es decir, poder paritario de estos dos estamentos (cogobierno).

### Bandera
Fue ideada por el abogado Ramón Emilio Arcila Hurtado. Su aprobación fue simultánea con el escudo.
Está conformada por dos bandas oblicuas del mismo tamaño. La primera (superior) de color mostaza, quiere decir universidad viva y radiante, con una heterogeneidad de ideologías y de credos. La segunda (inferior), de color rojo, significa Universidad a base de lucha y sacrificio, que rechaza lo tradicional y se inclina por lo nuevo.

### Acta de fundación
El Acta de Fundación fue redactada por el doctor Héctor Abad Gómez y aprobada posteriormente por el Consejo de Dirección y la Sala de Fundadores. Los suscriptores de esta fueron  70 profesores y 150 estudiantes, los cuales  querían una universidad que fuese abanico de ideas y credos, de puertas francas a todo color y que se comprometiera con el desarrollo estructural de Colombia y Latinoamérica.

## Egresados destacados

### Facultad de Derecho
Jose Armando Estrada Villa — Ministro del Interior (2000-2002), Congresista y autor de varios textos.
Jorge Iván Palacio Palacio — Magistrado de la Corte Suprema de Justicia (1987-1999) y de la Corte Constitucional (2009-2017).
Luis Alonso Rico Puerta — Magistrado de la Corte Suprema de Justicia (2016-2024) y autor de varios textos.
Rodolfo Andrés Correa Vargas — Secretario de Productividad de Antioquia (2016), Secretario de Agricultura de Antioquia (2020-2022), Presidente Nacional de ACOPI (desde 2024) y autor de varios textos.
Germán Alcides Blanco Álvarez — Diputado de Antioquia (2001-2007), Representante a la Cámara por Antioquia (2010-2022), Presidente de la Cámara de Representantes (2020-2021) y Senador de la República (desde 2022).
Ramón Elejalde Arbeláez — Diputado de Antioquia (1992-1994), Representante a la Cámara por Antioquia (1994-2006) y autor de varios textos.
María Mercedes López Mora — Magistrada del Consejo Superior de la Judicatura (2007-2015).
José Obdulio Gaviria Vélez — Senador de la República (2014-2022).

### Facultad de Contaduría
Carlos Andrés Trujillo González — Diputado de Antioquia (2008-2011), Alcalde de Itagüí (2012-2015) y Senador de la República (desde 2018) 